# Taza frozie

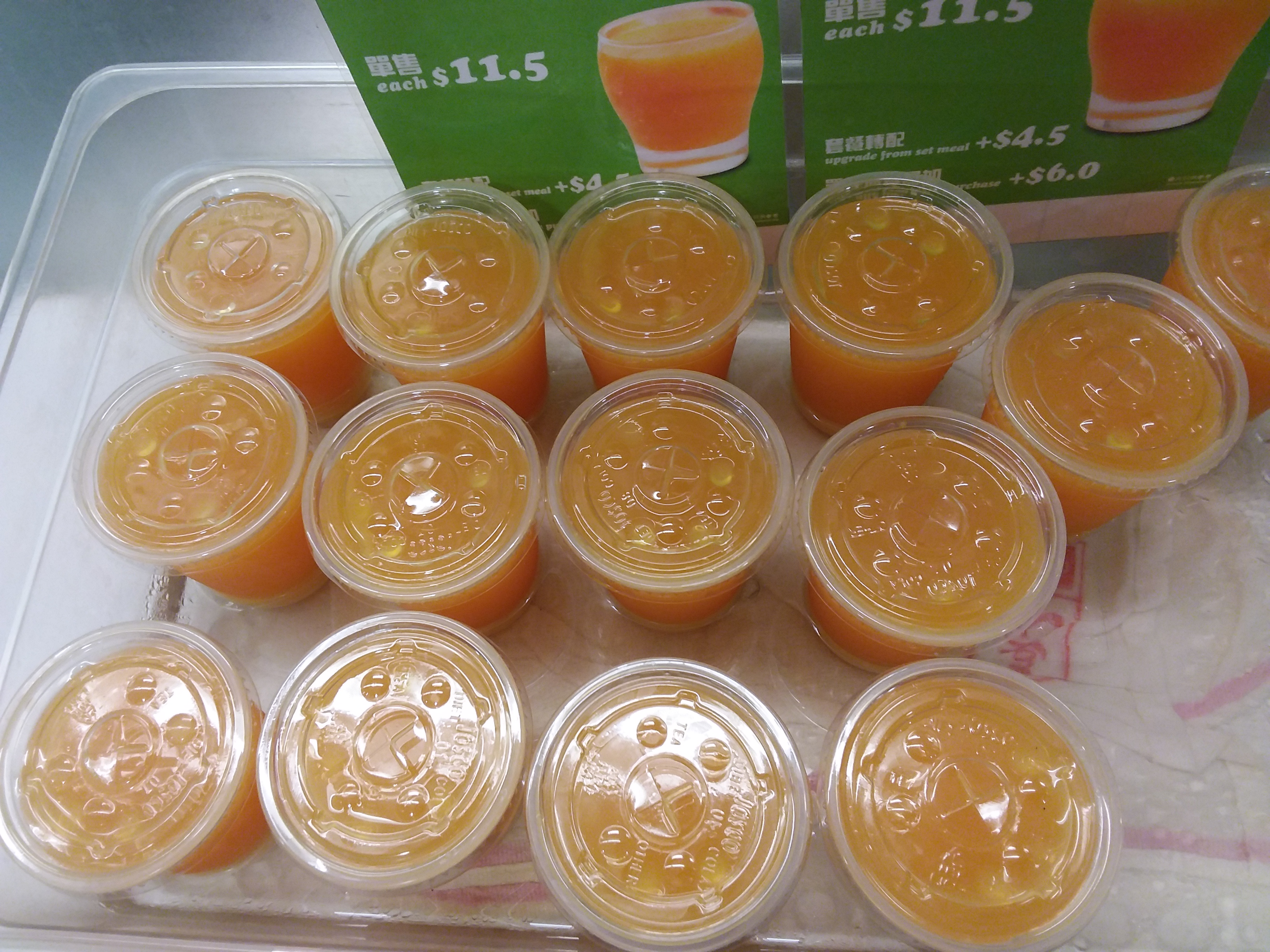
Taza frozie

Una taza frozie es un postre helado australiano, a menudo vendido para recaudaciones de fondos para escuelas o grupos comunitarios.
Una taza frozie consiste en una taza de papel o plástico. El bloque de hielo a veces se invierte en el vaso cuando se vende.
Algunas tazas frozie son a base de leche o de helado.
Las tazas frozie también son utilizadas alrededor del mundo como un sustituto al popsicle, a menudo utilizando bebidas a base de azúcar como Kool-Aid para sabor.

## Primeros auxilios
Las tazas con hielo pueden ser utilizados también como un simple medio para lesiones deportivas.